# 社長室の冬
『社長室の冬』（しゃちょうしつのふゆ）は、堂場瞬一による日本の経済小説。

## 概要
「警察回りの夏」「蛮政の秋」に続く堂場瞬一によるメディア三部作の完結編。日本新報社に務める新聞記者の南康祐を主人公とした作品。「社長室の冬」では、外資系企業との買収劇や社内抗争を通して日本の新聞社の危機が描れた。
2016年12月に集英社より単行本が出版された。
小説は2017年4月にWOWOW連続ドラマW枠で「社長室の冬-巨大新聞社を獲る男-」としてテレビドラマ化され、ドラマは2017年12月にTCエンタテインメントによりDVD化された。

## あらすじ
日本新報記者である南康祐は、会社にとって不利益な情報を握る危険人物であるとみなされ、編集局から社長室へと異動させられた。
日本新報社は日本を代表する巨大新聞社の1つであったが、発行部数の減少により経営危機に陥っていた。社長の小寺政男はこのままでは未来はないと判断し、外資系IT企業AMC社への身売り交渉を始めていたが、突如急死してしまう。九州に左遷されていた新里明が急遽後任社長に就任することとなり、売却交渉を引き継ぐ。
南は新里社長のもとでAMC社との売却交渉を担当する。交渉相手はAMCジャパン社長青井聡太、メディア・コングロマットAMCのアリッサ・デリードCEO、同社から派遣されたマネージャー高島亜都子。青井は20年前は日本新報の記者で、海外勤務の予定が反故にされて新設のメディア事業に異動させられたことから辞表を提出した過去を持つ。
売却交渉は難航。南の同期は会社に見切りをつけて続々とやめていき、また労働組合から会社OBまで多方面から徹底的な反発を受ける。
日本新報社創業者一族であり個人筆頭株主である長澤英昭、及び衆議院議員であり民自党政調会長である三池高志が組み、売却阻止が画策される。

## 登場人物

### 日本新報社
南康祐
日本新報社記者。
小寺政夫
前社長。発行部数低迷から身売りを画策。
新里明
社長。小寺の後任。九州に左遷されていたが急遽社長に指名された。

### AMC社
青井聡太
AMCジャパン社長。元日本新報記者。
高島亜都子
AMC社マネージャー。
アリッサ・デリーロ
メディア・コングロマリットAMC社CEO。

### その他
長澤英昭
日本新報社創業者一族。個人筆頭株主。三池と組んで日本新報社売却の阻止を画策する。
三池高志
衆議院議員。民自党政調会長。長澤と組んで日本新報社売却の阻止を画策する。

## テレビドラマ
WOWOW「連続ドラマW・日曜オリジナルドラマ」にて2017年4月30日から5月28日まで放送された。全5話。
原作では日本新報社記者の南康祐が主人公であったが、ドラマ化にあたってAMC社青井聡太に主人公が変更された。
ドラマ第1話の冒頭でトランプタワーを登場させたり、ドラマ内でフェイクニュースを取り扱うなど、2017年に就任した米国トランプ大統領を彷彿させる演出が垣間見られる。

### キャスト

#### AMC社
青井聡太
演 - 三上博史
AMCジャパン社長。元日本新報記者。
高鳥亜都子
演 - 北乃きい
AMCジャパン社長秘書。青井聡太の実娘。
アリッサ・デリーロ
演 - シャーロット・ケイト・フォックス : ニューヨークを本拠とする巨大ネットショッピング会社AMC社CEO。
垣田林海
演 - 新納慎也
AMCジャパン顧問弁護士。
AMCニュース編集長
演 - 日野陽仁
AMCニュース記者
演 - 西村元貴

#### 日本新報社
小寺政夫
演 - 中村敦夫
前社長。発行部数低迷から身売りを画策。
新里明
演 - 笹野高史
社長。小寺の後任。
木元保
演 - 渡辺いっけい
取締役。
椎名公平
演 - 小市慢太郎
文化部長。青井の記者時代の同期。
石島大介
演 - 正名僕蔵
社長室室長。
南康祐
演 - 福士誠治
社長室社員。
酒井優奈
演 - 南沢奈央
社長室社員。酒井季子の娘。
酒井季子
演 - 原日出子
日本新報販売所店主。酒井優奈の母。
辻龍大
演 - 窪塚俊介
社会部記者。南の友人。
東海林実
演 - 中林大樹
資料室社員。南の友人。
東原雄司
演 - 斉藤陽一郎
労働組合幹部職員。

#### その他
長澤英昭
演 - 田中泯
日新美術館長。日本新報の創業者一族。個人筆頭株主。
三池高志
演 - 岸部一徳
衆議院議員。民自党政調会長。
渡幸一
演 - 阪田マサノブ
三池高志の第一秘書。
吉岡浩一
演 - 福澤朗
内閣総理大臣。
望月澄夫
演 - 菅原大吉
望月建設社長。
藤代久信
演 - 森本レオ
日新テレビ社長。
長谷川
演 - 若旦那
スパイダーネット記者。

### スタッフ
- 脚本 - 田中眞一、三浦駿斗
- 音楽 - 沢田完
- ナレーション - 津嘉山正種
- プロデュース - 東康之
- 監督 - 村上牧人、山内宗信
- 制作協力 - テレパック
- 製作著作 - WOWOW

### 放送日
| 放送回 | 放送日  | サブタイトル   | 監督     |
| ------ | ------- | -------------- | -------- |
| 第1話  | 4月30日 | 黒船襲来       | 村上牧人 |
| 第2話  | 5月07日 | 革命の狼煙     | 村上牧人 |
| 第3話  | 5月14日 | 既得権益の崩壊 | 山内宗信 |
| 第4話  | 5月21日 | 全面戦争       | 山内宗信 |
| 第5話  | 5月28日 | 新聞の未来     | 村上牧人 |

| WOWOW 日曜オリジナルドラマ 連続ドラマW             | WOWOW 日曜オリジナルドラマ 連続ドラマW                     | WOWOW 日曜オリジナルドラマ 連続ドラマW                                            |
| 前番組                                             | 番組名                                                     | 次番組                                                                            |
| -------------------------------------------------- | ---------------------------------------------------------- | --------------------------------------------------------------------------------- |
| ヒトヤノトゲ〜獄の棘〜 （2017年3月19日 - 4月23日） | 社長室の冬-巨大新聞社を獲る男- （2017年4月30日 - 5月28日） | 東海テレビ×WOWOW 共同製作連続ドラマ 犯罪症候群 Season2 （2017年6月11日 - 7月2日） |